# ليام لوسون
ليام لوسون (بالإنجليزية: Liam Lawson)‏ (من مواليد 11 فبراير 2002) هو سائق سباقات نيوزيلندي يشارك حاليا كسائق احتياطي لفريق سكودريا ألفا توري في فورمولا 1، وبطولة سوبر فورمولا مع فريق موغن. وسبق أن تنافس ضمن فريق كارلين في بطولة الفورمولا 2 التي ينظمها الاتحاد الدولي للسيارات، حيث احتل المركز الثالث في عام 2022. وهو بطل سابق لسلسلة سباقات تويوتا.
شارك لأول مرة في الفورمولا 1 في عام 2023 في سباق الجائزة الكبرى الهولندي، ليحل محل دانيل ريكاردو المصاب بكسر في عظم يده أثناء حادث في التجارب الحرة. وحقق أولى نقاطه في الفورمولا 1 في سباقه الثالث، في جائزة سنغافورة الكبرى 2023.